# Агеев, Пётр Васильевич
Пётр Васильевич Агеев (род. 15 мая 1959) — советский и узбекистанский футболист, выступавший на позиции нападающего. Рекордсмен ферганского «Нефтчи» по числу голов в чемпионатах СССР (179).

## Биография
Начал выступать на взрослом уровне в 18-летнем возрасте в составе «Шахрихончи». В 1980 году перешёл в ферганский «Нефтяник», в его составе шесть раз становился победителем зонального турнира второй лиги и трижды был лучшим бомбардиром команды в сезоне. В 1990 году стал лучшим бомбардиром восточной зоны второй лиги с 28 голами. Забил два гола в международных матчах «Нефтчи» против австрийского «Рапида» (2:2) и сборной вооружённых сил Кампучии (1:0), оба — в 1986 году. Всего во второй лиге в составе «Шахрихончи» и «Нефтяника» забил более 200 голов, стал одним из двух представителей Узбекской ССР (наряду с Юрием Саркисяном), достигших этого рубежа.
В 1991 году в составе «Нефтчи» выступал в первой лиге, а в 1992 году — в независимом чемпионате Узбекистана. «Нефтчи» стал победителем первого чемпионата страны (совместно с «Пахтакором»), однако Агеев ещё до конца сезона покинул команду. В дальнейшем выступал за клубы высшей лиги Узбекистана «Темирйулчи» и «Атласчи» и во второй лиге России за «Саранскэкспорт». Завершил спортивную карьеру в возрасте 35 лет.
Является лучшим бомбардиром ферганского «Нефтчи» в чемпионатах СССР (179 голов). Внесён в «Зал славы узбекистанского футбола».